# Giovanni Porzio
Giovanni Porzio (Portici, 6 ottobre 1873 – Napoli, 22 settembre 1962) è stato un politico e avvocato italiano.

## Biografia
Si diplomò presso il Ginnasio-Liceo Vittorio Emanuele II di Napoli e si laureò in giurisprudenza presso l'Università Federico II di Napoli, quindi iniziò la sua attività forense con Alfonso Ridola e  Alberto Geremicca (che in seguito sarebbe stato sindaco di Napoli).
In seguito esercitò autonomamente e da brillante penalista presso il Foro di Napoli e in Campania, acquisendo una fama che mantenne una volta entrato alla Camera, nel marzo del 1912, rimanendo tra i banchi dei deputati sino al 1929.
Liberale, divenne sottosegretario alla giustizia nel governo Nitti (dal marzo al maggio del 1920), quindi sottosegretario all'interno nel secondo governo Nitti  (maggio-giugno 1920), giungendo al sottosegretariato alla presidenza del consiglio nell'ultimo governo di Giovanni Giolitti (dal giugno 1920 al luglio 1921). Ai suoi elettori affermò la necessità della difesa del prestigio dello stato, salvaguardando l'ordine e reprimendo ogni tentativo di violenza, fosse esso rosso o in contrapposizione a esso.
Per le politiche del 1924 accettò di entrare nel listone, ma, deluso dal fascismo, si ritirò dalla politica nel 1929.
La sua carriera politica riprese dopo la liberazione, prima come consultore e poi come costituente.
Nel 1948 fu nominato senatore di diritto ex III disp. trans. della Costituzione Italiana, in virtù delle sei legislature precedenti.
Fu anche presidente dell'Ordine degli Avvocati di Napoli.
L'11 gennaio 1945 un rapporto dell'Office of Strategic Service  OSS L 53227  ha qualificato Giovanni Porzio quale massone.
(11 gennaio 1945: rapporto OSS (OSS L 53227) sull’attività del generale Bencivenga per la creazione di una nuova loggia massonica (si fanno i nomi di Vittorio Emanuele Orlando, Giovanni Porzio, Enrico De Nicola, Arturo Labriola, Luigi Einaudi e Luigi Gasparotto tra gli aderenti) che ha lo scopo di mantenere i contatti con gli inglesi. “La loggia – si legge nel rapporto – seguirà le autorità inglesi e richiederà loro aiuti politici, economici e di guida; cosa che gli aderenti non potrebbero ottenere con i rispettivi partiti, se non esponendosi al rischio di essere accusati di farsi pagare dagli inglesi”.